# Jällö 9

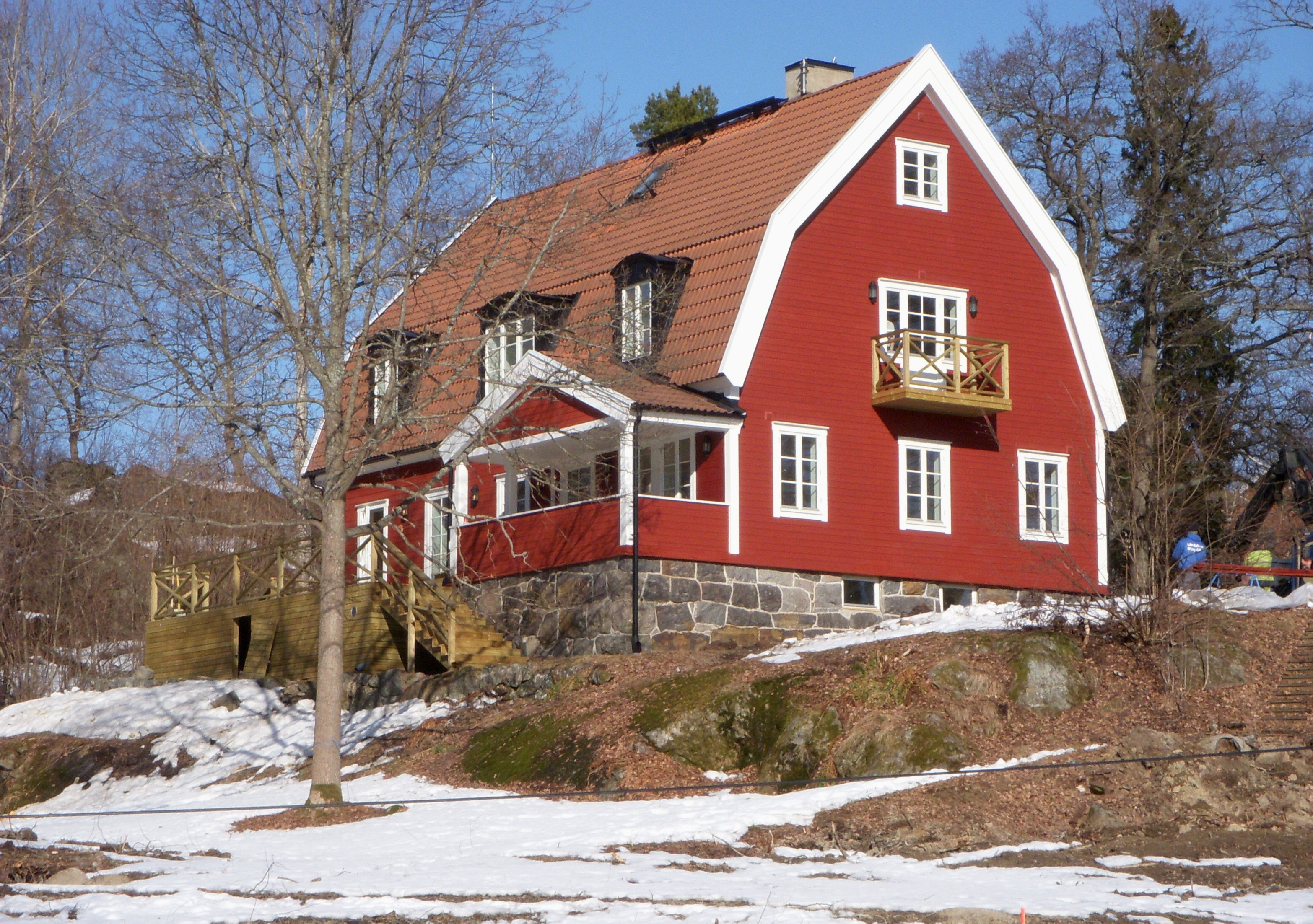
Före detta Rödkinda barnhem, 2011.

Jällö 9 (även Rödkinda barnhem eller Rökinda barnhem) är en fastighet intill sjön Magelungen vid Rödkindavägen 16 i Farsta strand, södra Stockholm. Ursprungliga huset på tomten är en stor rödfärgad trävilla som uppfördes 1916-1917 för Stiftelsen Bernströms barnhem och ritades av arkitektbyrån Kellgren & Hammarling. Namnet “Rödkinda” antyder att frisk luft skulle ge barnen röda kinder.
Den stora villan i traditionell still med brutet tak ligger på en kulle med södersluttning ner mot Magelungen. Huset innehöll sju rum, kök, hall och badrummet för barnhemmets verksamhet och en lägenhet för vaktmästaren som var på två rum och kök. På sommaren 1921 flyttade Malmqvistska barnuppfostringsanstalten in, som tidigare hade sina lokaler vid Torkel Knutssonsgatan 22. 1924 var  11 barn intagna, vilka erhöll vanlig folkskoleundervisning. Rödkinda barnhem övertogs 1948 av Stockholms stad och överläts 1971 på Stockholms läns landsting. Sedan användes fastigheten för olika ungdomsverksamheter.
Efter en lång tid av ungdomsverksamhet stod huset tomt år 2008 och renoverades därefter. Byggnaden är numera i privat ägo. Den tidigare 10 100 m² stora tomten har styckats i fyra mindre. För närvarande (2011) avröjs tomten för ny bebyggelse med parhus och radhus.